# Антигониди
Антигониди (на гръцки: Δυναστεία των Αντιγονιδών) е древномакедонска царска династия, чиито представители са потомци на Антигон I Монофталм (Еднооки), пълководец на Александър Македонски.
Наследявайки владенията на Антипатридите в по-голямата част от Македония, Антигон I Монофталм се опитва да възстанови единството на империята на Александър Македонски, но среща острата съпротива на останалите диадохи и е разбит в битката при Ипс, Фригия, през 301 г. пр. Хр. Антигон I загива в битката, но синът му Деметрий I Полиоркет успява да се спаси и няколко години по-късно налага властта си над по-голямата част от Македония, но завършва живота си като пленник в двора на Селевк I Никатор. След период на междуособици през 276 г. пр. Хр. синът на Деметрий I – Антигон II Гонат възвръща контрола на династията над по-голямата част от Старото царство, както и над повечето гръцки полиси. Последният представител на династията – Персей се прочува като борец за гръцката независимост от Рим, но в крайна сметка през 168 г. пр. Хр. при Пидна войските му са разбити от римските легиони начело с Луций Емилий Павел.

## Династия на Антигонидите
Цар в Азия:
- Антигон I Монофталм (306 – 301 г. пр. Хр.)

Царе на Македония:
- Деметрий I Полиоркет (294 – 287 г. пр. Хр.)
- Антигон II Гонат (276 – 239 г. пр. Хр.)
- Деметрий II (239 – 229 г. пр. Хр.)
- Антигон III Досон (229 – 221 г. пр. Хр.)
- Филип V (221 – 179 г. пр. Хр.)
- Персей (179 – 168 г. пр. Хр.)

Цар на Кирена:
- Деметрий Красивия (250 – 248 г. пр. Хр.)